# Villavicencio
|  | Per a altres significats, vegeu «Villavicencio de los Caballeros». |

Villavicencio és una ciutat colombiana, capital del departament del Meta i és el centre comercial més important dels Llanos Orientales i una de les ciutats ramaderes més reconegudes a nivell nacional. Està ubicada al peudemont de la Cordillera Oriental, al nord-oest del departament del Meta, al marge esquerre del riu Guatiquía. Va ser fundada el 6 d'abril de 1840 i té una població urbana aproximada de 484.429 habitants el 2015.
Presenta un clima càlid i molt humit, amb temperatures mitjanes de 27 °C i 29 °C i de nit una temperatura moderada d'aproximadament de 21 °C a 24 °C per la poca distància que la separa de Bogotà i la Cordillera Oriental. Té carreteres que condueixen a diversos llocs com Acacías, Guamal, Granada, Puerto Lopez i Puerto Gaitán.
Per pertànyer a la regió de la orinoquía de major perspectiva pel desenvolupament és una ciutat agroindustrial i minera del país, Villavicencio es perfila com una megaciutat que serà un pol indispensable pel desenvolupament econòmic a nivell nacional.
Com a capital departamental, la ciutat té la seu de la Governació del departament del Meta, l'Empresa de Acueducto i Alcantarillado de Villavicencio (EAAV), l'Empresa Electrificadora del Meta, la sucursal del banco de la República de Colòmbia i la Cámara de Comercio de Villavicencio (CCV). La ciutat és a 86 quilòmetres al sud de la capital de Colòmbia, Bogotà, a dues hores i mitja per l'Autopista al Llano.